# Парсент
Парсент (валенс. Parcent, ісп. Parcent) — муніципалітет в Іспанії, у складі автономної спільноти Валенсія, у провінції Аліканте. Населення — 997 осіб (2022).

## Географія
Муніципалітет розташований на відстані близько 360 км на південний схід від Мадрида, 55 км на північний схід від Аліканте.

## Демографія
Динаміка населення (INE ):

## Галерея зображень

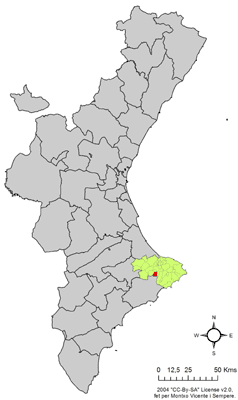
Розташування муніципалітету Парсент у автономній спільноті Валенсія
Розташування муніципалітету Парсент у комарці Маріна-Альта